# 一戶站
一戶站（日语：／ Ichinohe eki */?）是位於岩手縣二戶郡一戶町西法寺字稻荷，IGR岩手銀河鐵道的岩手銀河鐵道線車站。在日本國有鐵道（國鐵）、東日本旅客鐵道（JR東日本）時代，特急「初雁」和臥鋪列車「白鶴」停靠此站。

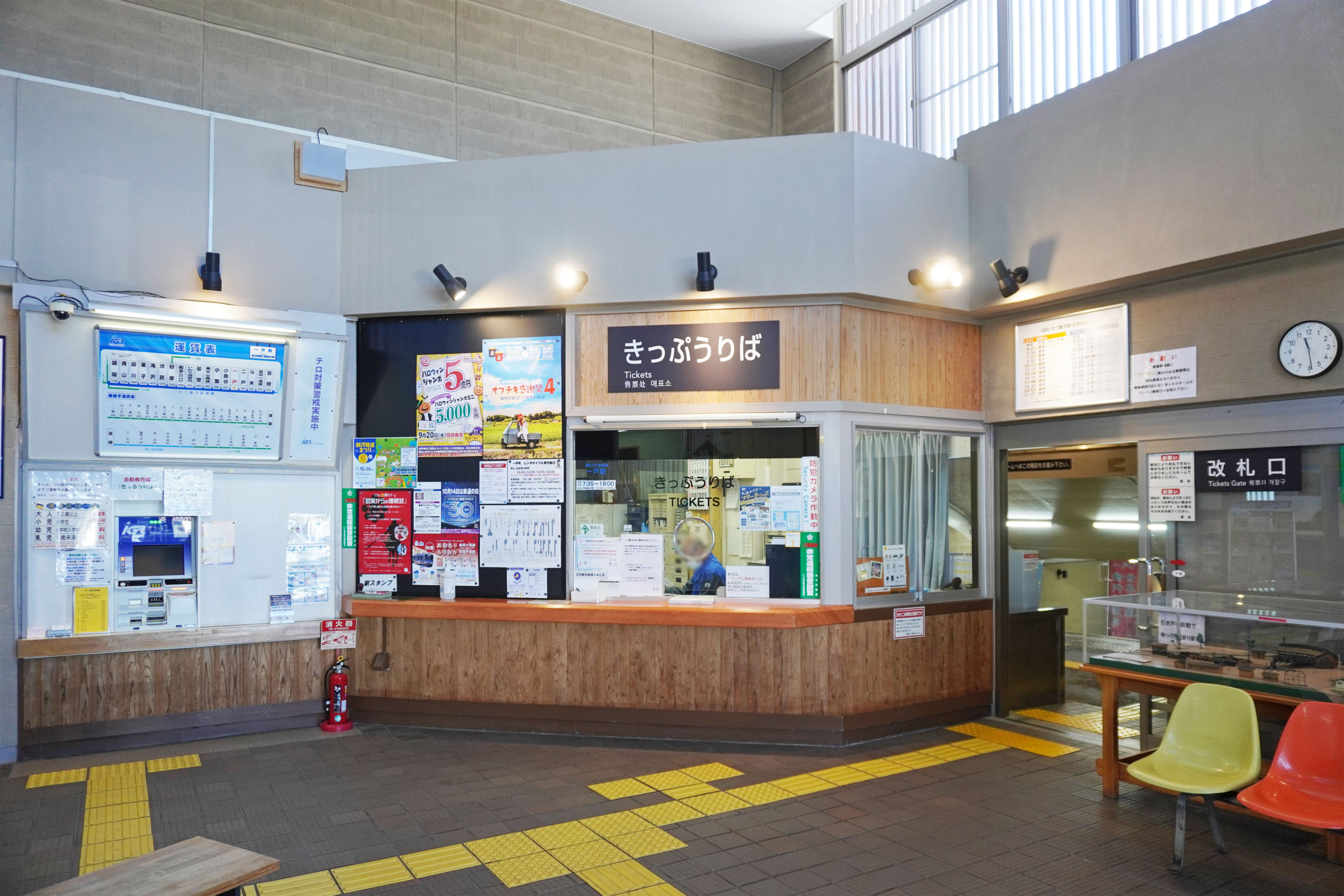
檢票口（2023年9月）

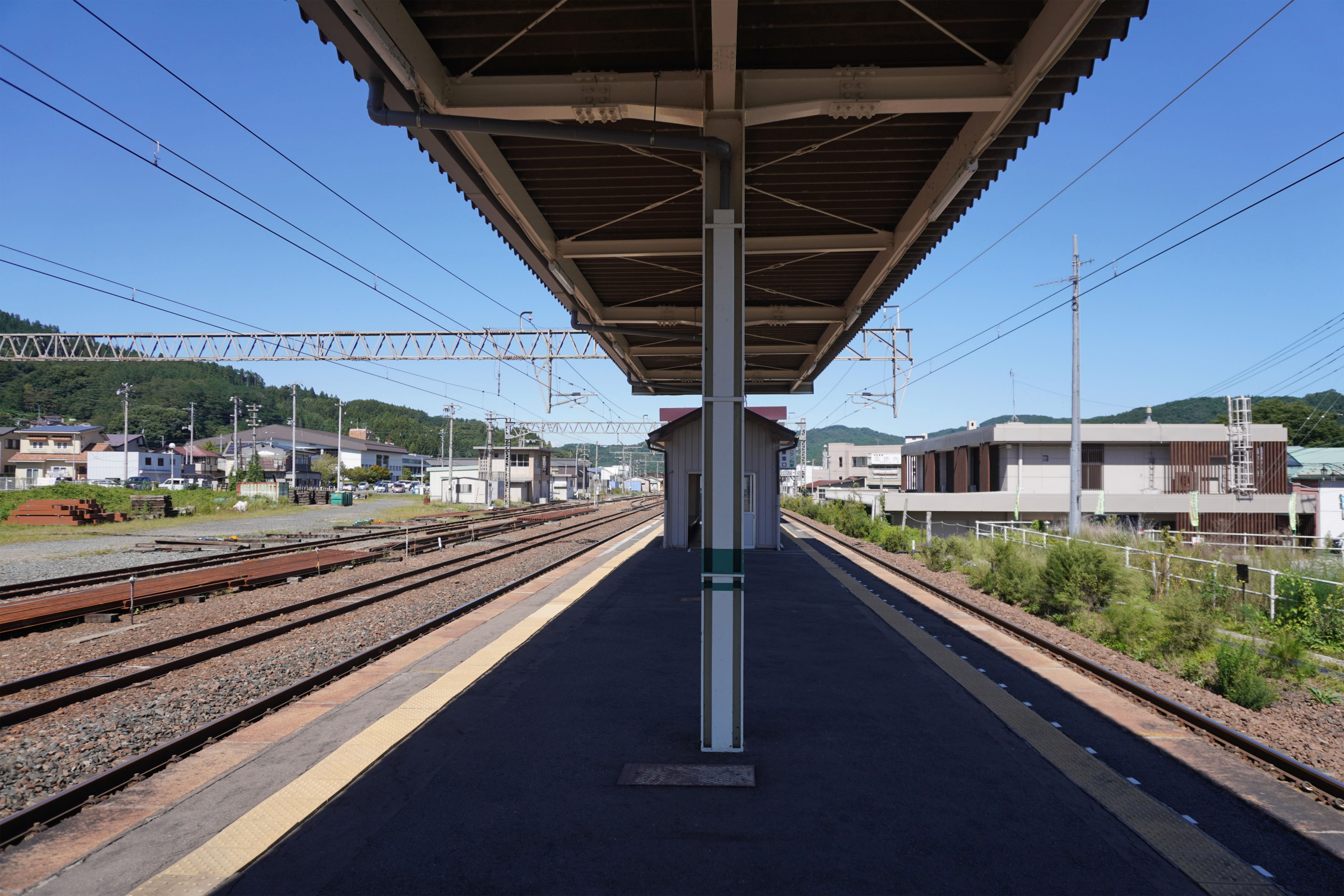
月台（2023年9月）

## 歷史
- 1893年（明治26年）2月15日：日本鐵道一之戶站啟用[1]。
- 1906年（明治39年）11月1日：日本鐵道根據鐵道國有法（日语：鉄道国有法）而國有化。成為官設鐵道車站。
- 1907年（明治40年）11月1日：車站改名為一戶站。
- 1912年（明治45年）4月：在站內加設盛岡機關區一戶給水轉換站。
- 1945年（昭和20年）9月：盛岡機關區一戶給水轉換站升級為盛岡機關區一戶分區。
- 1947年（昭和22年）：盛岡機關區一戶分區升級至一戶機關區。
- 1968年（昭和43年）10月1日：隨著東北本線成為雙線鐵路與電氣化，一戶機關區縮減規模，成為盛岡機關區一戶分區。
- 1970年（昭和45年）：盛岡機關區一戶分區降級，成為盛岡機關區一戶派出所。
- 1973年（昭和48年）1月1日：終止貨物起卸業務。
- 1982年（昭和57年）11月15日：盛岡機關區一戶派出所廢止。
- 1987年（昭和62年）4月1日：伴隨國鐵分割民營化，車站由東日本旅客鐵道（JR東日本）營運。
- 1998年（平成10年）3月17日：營業時間縮短，於晚間為無人車站[2]。
- 2002年（平成14年）12月1日：東北新幹線延伸至八戶，此站變由IGR岩手銀河鐵道管理[3]。取消一戶站長，此站由二戶站長管理。
- 2003年（平成15年）：設置宅配終端，開始售賣JR車票。
- 2005年（平成17年）：終止售賣JR車票。
- 2007年（平成19年）2月1日：從職員配置站變為業務委託站，委托特定非牟利活動法人（NPO法人）仙后座聯邦區製作支持組[4]。
- 201x年：再次成為職員配置站（由二戶站所屬的一戶派遣）。
- 2015年（平成27年）
  - 3月：Kiosk關閉。
  - 8月21日：在Kiosk遺址開設Ministop岩手銀河鐵道一戶站店[5][6]。

## 車站構造

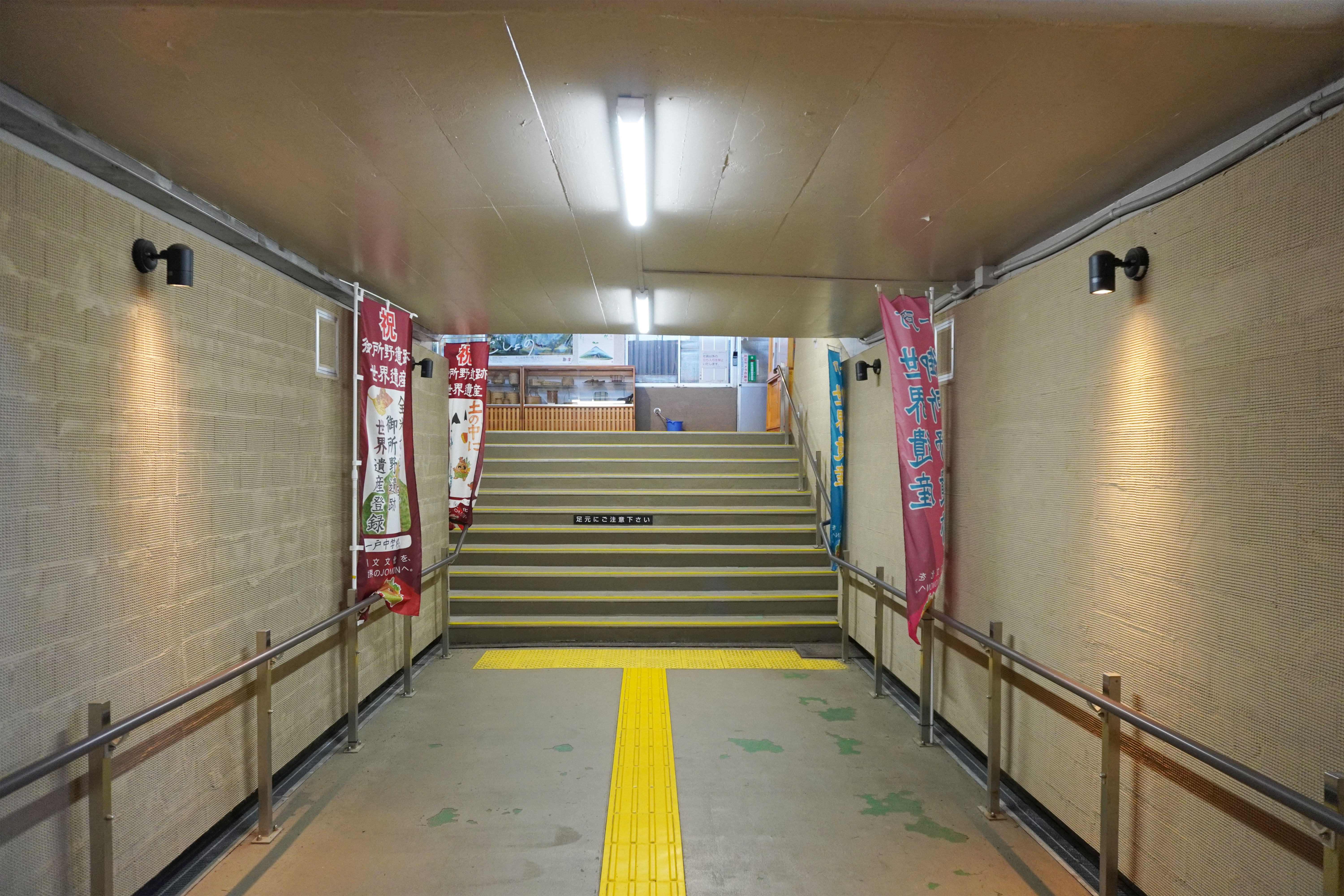
地下道（2023年9月）

車站是一座地面車站，設有1面2線的島式月台。車站大樓與月台之間設有行人隧道連接。此站由於曾經設有一戶機關區，因此車站範圍較大。除了上下行本線和1條待避線（下行1號）以外的側線已經撤走。機關區的遺址被町收買，在1974年（昭和49年），該處建設了一戶町公所和一戶町體育館、文化中心。
在JR時代此站設有站長，為一座管理車站（早上和晚間沒有車站職員當值）。當時設有綠色窗口，同時為特急停車站。在轉換至IGR後，成為二戶站管理下的職員配置站（二戶站所屬的一戶派遣）。在早上和晚間沒有車站職員當值。在部分時期，此站曾經委托特定非牟利活動法人（NPO法人）仙后座聯邦區製作支持組負責車站業務，當時為一座業務委託車站。隨後在2014年變回職員配置站。在過去此站曾經設有宅配終端，以可領取JR車票，後來由於使用不善的原因，使在2年後取消這安排。從此，此站不可再購買JR單獨車票。車站大樓的售票營業時間為7:35至18:40。在車站內也設有自動售票機和「Ministop」便利店。
在車站候車室內展出了過往一戶機關區所屬車輛（蒸氣機車等）的相片（相片由町民寄贈。在小鳥谷、小繋、奧中山高原，於一戶町內IGR各站也有同樣相片）。

### 月台
| 月台 | 路線            | 上下行 | 方向                 |
| ---- | --------------- | ------ | -------------------- |
| 1    | ■岩手銀河鐵道線 | 上行   | 岩手沼宮內、盛岡方向 |
| 2    | ■岩手銀河鐵道線 | 下行   | 二戶、八戶方向       |

## 使用狀況
根據「IGR岩手銀河鐵道」的資料，在2019年度（令和元年度）1日平均上下車人次為543人。。
以下列出近年乘客人次，當中2000年度（平成12年度）- 2002年度（平成14年度）之間採用了JR東日本的資料：
| 乘車人次變化             | 乘車人次變化     | 乘車人次變化       | 乘車人次變化 |
| 年度                     | 1日平均 乘車人次 | 1日平均 上下車人次 | 參考資料     |
| ------------------------ | ---------------- | ------------------ | ------------ |
| 2000年（平成12年）       | 656              |                    | [ JR 1 ]     |
| 2001年（平成13年）       | 610              |                    | [ JR 2 ]     |
| 2002年（平成14年） (JR)  | 586              |                    | [ JR 3 ]     |
| 2002年（平成14年） (IGR) |                  | 969                | [ IGR 2 ]    |
| 2003年（平成15年）       |                  | 962                | [ IGR 3 ]    |
| 2004年（平成16年）       |                  | 863                | [ IGR 4 ]    |
| 2005年（平成17年）       |                  | 809                | [ IGR 5 ]    |
| 2006年（平成18年）       |                  | 804                | [ IGR 6 ]    |
| 2007年（平成19年）       |                  | 795                | [ IGR 7 ]    |
| 2008年（平成20年）       |                  | 740                | [ IGR 8 ]    |
| 2009年（平成21年）       |                  | 752                | [ IGR 9 ]    |
| 2010年（平成22年）       |                  | 689                | [ IGR 10 ]   |
| 2011年（平成23年）       |                  | 602                | [ IGR 11 ]   |
| 2012年（平成24年）       |                  | 622                | [ IGR 12 ]   |
| 2013年（平成25年）       |                  | 675                | [ IGR 13 ]   |
| 2014年（平成26年）       |                  | 672                | [ IGR 14 ]   |
| 2015年（平成27年）       |                  | 587                | [ IGR 15 ]   |
| 2016年（平成28年）       |                  | 574                | [ IGR 16 ]   |
| 2017年（平成29年）       |                  | 575                | [ IGR 17 ]   |
| 2018年（平成30年）       |                  | 570                | [ IGR 18 ]   |
| 2019年（令和元年）       |                  | 543                | [ IGR 1 ]    |

## 車站周邊
- FM岩手（日语：エフエム岩手）一戶分局（一戶站第2層）
- 一戶町公所
  - 一戶町民文化中心
  - 一戶町體育館
  - 一戶町武道場「士動館」
- 一戶町社區中心
  - 一戶町立圖書館
- 一戶町綜合保健福祉中心 結愛舍
- 二戶警察署（日语：二戸警察署）一戶交番
- 二戶消防署（日语：二戸地区広域行政事務組合#常備消防事務）一戶分署
- 岩手縣立一戶醫院
- 御所野繩文公園（日语：御所野縄文公園）
- 一戶郵局（日语：一戸郵便局）
- 一戶町商工會
- 岩手縣立一戶高等學校（日语：岩手県立一戸高等学校）
- 一戶町立一戶中學
- 一戶町立一戶小學
- 一戶町立鳥越小學
- 岩手縣北自動車（日语：岩手県北自動車）一戶營業所

## 巴士路線
- JR巴士東北
  - 一戶線：二戶站、二戶醫院、仁左平方向
  - 小鳥谷線：小鳥谷站、JR巴士東北葛卷車廠（日语：ジェイアールバス東北葛巻車庫）方向
- 岩手縣北自動車（日语：岩手県北自動車）
  - 一戶營業所、Ikoo購物中心、根反、女鹿新田、上小友、上面岸、岩手兒童之森（日语：いわて子どもの森）、二戶方向
- 一戶町民巴士（日语：一戸町民バス）（丸由的士（日语：丸由タクシー））
  - 前一戶醫院、小鳥谷診療所、平糠方向

## 相鄰車站
IGR岩手銀河鐵道
■岩手銀河鐵道
小鳥谷－一戶－二戶

## 注腳

### 使用狀況

#### JR東日本
1. ↑  . 東日本旅客鉄道.   [2019-02-03]. （原始内容存档于2019-04-02） （日语）.
2. ↑  . 東日本旅客鉄道.   [2019-02-03]. （原始内容存档于2019-02-22） （日语）.
3. ↑  . 東日本旅客鉄道.   [2019-02-03]. （原始内容存档于2019-04-02） （日语）.

#### IGR岩手銀河鐵道
1. 1 2   (PDF). IGRいわて銀河鉄道.   [2020-08-09]. （原始内容存档 (PDF)于2020-08-10） （日语）.
2. ↑   (PDF). IGRいわて銀河鉄道.   [2019-02-04]. （原始内容存档 (PDF)于2019-02-04） （日语）.
3. ↑   (PDF). IGRいわて銀河鉄道.   [2019-02-04]. （原始内容存档 (PDF)于2019-02-04） （日语）.
4. ↑   (PDF). IGRいわて銀河鉄道.   [2019-02-04]. （原始内容存档 (PDF)于2019-02-04） （日语）.
5. ↑   (PDF). IGRいわて銀河鉄道.   [2019-02-04]. （原始内容存档 (PDF)于2019-02-04） （日语）.
6. ↑   (PDF). IGRいわて銀河鉄道.   [2019-02-04]. （原始内容存档 (PDF)于2019-02-04） （日语）.
7. ↑   (PDF). IGRいわて銀河鉄道.   [2019-02-04]. （原始内容存档 (PDF)于2019-02-04） （日语）.
8. ↑   (PDF). IGRいわて銀河鉄道.   [2019-02-04]. （原始内容存档 (PDF)于2019-02-04）.
9. ↑   (PDF). IGRいわて銀河鉄道.   [2019-02-04]. （原始内容存档 (PDF)于2019-02-04） （日语）.
10. ↑   (PDF). IGRいわて銀河鉄道.   [2019-02-04]. （原始内容存档 (PDF)于2019-02-04） （日语）.
11. ↑   (PDF). IGRいわて銀河鉄道.   [2019-02-04]. （原始内容存档 (PDF)于2019-02-04） （日语）.
12. ↑   (PDF). IGRいわて銀河鉄道.   [2019-02-04]. （原始内容存档 (PDF)于2019-02-04） （日语）.
13. ↑   (PDF). IGRいわて銀河鉄道.   [2019-02-04]. （原始内容存档 (PDF)于2019-02-04） （日语）.
14. ↑   (PDF). IGRいわて銀河鉄道.   [2019-02-04]. （原始内容存档 (PDF)于2019-02-04） （日语）.
15. ↑   (PDF). IGRいわて銀河鉄道.   [2019-02-04]. （原始内容存档 (PDF)于2016-08-04） （日语）.
16. ↑   (PDF). IGRいわて銀河鉄道.   [2019-02-04]. （原始内容存档 (PDF)于2019-02-04） （日语）.
17. ↑   (PDF). IGRいわて銀河鉄道.   [2019-02-04]. （原始内容存档 (PDF)于2019-02-04） （日语）.
18. ↑   (PDF). IGRいわて銀河鉄道.   [2019-07-20]. （原始内容存档 (PDF)于2019-07-08） （日语）.

## 外部連結
- IGR岩手銀河鐵道 一戶站 （页面存档备份，存于）（日語）